# Episodi de Il tenente Ballinger (terza stagione)
La terza stagione della serie televisiva Il tenente Ballinger (M Squad) è andata in onda negli Stati Uniti dal 18 settembre 1959 al 21 giugno 1960 sulla NBC.
| nº | Titolo originale                   | Prima TV USA      | Titolo italiano | Prima TV Italia |
| -- | ---------------------------------- | ----------------- | --------------- | --------------- |
| 1  | Ten Minutes to Doomsday            | 18 settembre 1959 |                 |                 |
| 2  | The European Plan                  | 25 settembre 1959 |                 |                 |
| 3  | Sunday Punch                       | 2 ottobre 1959    |                 |                 |
| 4  | Jeopardy by Fire                   | 9 ottobre 1959    |                 |                 |
| 5  | Murder in C-Sharp Minor            | 16 ottobre 1959   |                 |                 |
| 6  | The Human Bond                     | 23 ottobre 1959   |                 |                 |
| 7  | Mama's Boy                         | 30 ottobre 1959   |                 |                 |
| 8  | Shred of Doubt                     | 6 novembre 1959   |                 |                 |
| 9  | Death by Adoption                  | 20 novembre 1959  |                 |                 |
| 10 | Another Face, Another Life         | 27 novembre 1959  |                 |                 |
| 11 | Voice from the Grave               | 4 dicembre 1959   |                 |                 |
| 12 | The Upset                          | 11 dicembre 1959  |                 |                 |
| 13 | One of Our Armored Cars Is Missing | 18 dicembre 1959  |                 |                 |
| 14 | The Ivy League Bank Robbers        | 25 dicembre 1959  |                 |                 |
| 15 | The Twisted Way                    | 1º gennaio 1960   |                 |                 |
| 16 | The Man Who Went Straight          | 8 gennaio 1960    |                 |                 |
| 17 | The Second Best Killer             | 15 gennaio 1960   |                 |                 |
| 18 | Pitched Battle at Bluebell Acres   | 22 gennaio 1960   |                 |                 |
| 19 | The Man Who Lost His Brain         | 26 gennaio 1960   |                 |                 |
| 20 | A Debt of Honor                    | 2 febbraio 1960   |                 |                 |
| 21 | The Man with Frank's Face          | 9 febbraio 1960   |                 |                 |
| 22 | Burglar's Nightmare                | 16 febbraio 1960  |                 |                 |
| 23 | Needle in a Haystack               | 23 febbraio 1960  |                 |                 |
| 24 | Race to Death                      | 1º marzo 1960     |                 |                 |
| 25 | The Velvet Stakeout                | 8 marzo 1960      |                 |                 |
| 26 | Anything for Joe                   | 15 marzo 1960     |                 |                 |
| 27 | A Kid Up There                     | 22 marzo 1960     |                 |                 |
| 28 | Diary of a Bomber                  | 29 marzo 1960     |                 |                 |
| 29 | Let There Be Light                 | 5 aprile 1960     |                 |                 |
| 30 | A Gun for Mother's Day             | 12 aprile 1960    |                 |                 |
| 31 | Man with the Ice                   | 19 aprile 1960    |                 |                 |
| 32 | Dead Parrots Don't Talk            | 3 maggio 1960     |                 |                 |
| 33 | A Grenade for a Summer's Evening   | 10 maggio 1960    |                 |                 |
| 34 | Two Days for Willy                 | 17 maggio 1960    |                 |                 |
| 35 | Badge for a Coward                 | 24 maggio 1960    |                 |                 |
| 36 | Closed Season                      | 31 maggio 1960    |                 |                 |
| 37 | Fire in the Sky                    | 7 giugno 1960     |                 |                 |
| 38 | The Tiger's Cage                   | 14 giugno 1960    |                 |                 |
| 39 | The Bad Apple                      | 21 giugno 1960    |                 |                 |

## Ten Minutes to Doomsday
- Prima televisiva: 18 settembre 1959

### Trama
- Guest star: James Bell (Jonas Blecker), Ross Elliott (Police Sgt. Smith), Ann Morrison (Mrs. Blecker), Francis De Sales (dottor Arthur May), Jeanne Bates (infermiera), Lois De Banzie (Cindy)

## The European Plan
- Prima televisiva: 25 settembre 1959

### Trama
- Guest star: Lili Kardell (Elsa Berksen), Paul Burke (Harry Klorr), Frank Albertson (Walter Ashton), Gail Bonney (Lenore Ashton)

## Sunday Punch
- Prima televisiva: 2 ottobre 1959

### Trama
- Guest star: Barry Kelley (Joe Whittaker), Robert Knapp (Bill Franklin), Jo Kaiser (Judy Franklin), Hugh Lawrence (detective Carl Laughton), Smoki Whitfield (Boxer), Philip Phillips (Frankliln), Rita Duncan, Fred Graham (Tiger Kelly)

## Jeopardy by Fire
- Prima televisiva: 9 ottobre 1959

### Trama
- Guest star: Marc Lawrence (Vince Cronin), William Keene (capitano Bates), Harlan Warde (Wally), Penny Edwards (Ellie Sims), Harry Harvey (Store Clerk), David McMahon (Owens)

## Murder in C-Sharp Minor
- Prima televisiva: 16 ottobre 1959

### Trama
- Guest star: Lawrence Dobkin (Barney Traxler), Harry Jackson (Ben), Howard McNear (Carl Hoganson), Peter Leeds (Larry Blair), Jody Lawrance (Rebecca Traxler), Herb Vigran (Danny), Robert Osterloh (Joe DaLiso), Peter Brian (Police Sgt. Hedburg), Kenner G. Kemp (Phone Team Member)

## The Human Bond
- Prima televisiva: 23 ottobre 1959

### Trama
- Guest star: Grant Richards (Edward J. Carty), Carolyn Craig (Jean Woodley), Raoul De Leon (Arthur Michaels), Argentina Brunetti (Doris Michaels), Don Oreck (Paul Michaels), Claire Carleton (Bar Owner), Leonard P. Geer, Roy Barcroft (Kenny Fowler)

## Mama's Boy
- Prima televisiva: 30 ottobre 1959

### Trama
- Guest star: William Allyn (Bill Leonard), John Beradino (Nick Cordell), Katherine Warren (Mrs. Leonard), Joseph Vitale (Carter), Julie Scott (Nicky), Mary Alan Hokanson (Mrs. Johnson—Police Woman), Mike Bradford (Jim Wilson), Joe Conley (Jack Moreno), Larry Perron (Harry Mapes), Sue Randall (Mrs. Wilson)

## Shred of Doubt
- Prima televisiva: 6 novembre 1959

### Trama
- Guest star: Don Dubbins (Stick Wilson), Kendrick Huxham (Alfred Beasley), Peter Adams (Paul Crater), Vicki Raaf (Record Shop Employee), Henry Hunter (Floyd Gilbert), Alyce Ford, Cynthia Lourdes (Hostage)

## Death by Adoption
- Prima televisiva: 20 novembre 1959

### Trama
- Guest star: Gail Kobe (Mrs. Coleman), Rayford Barnes (Art Brunswick), David Leland (Larry Coleman), Danny Davenport (Gus Lasanik), Bill Quinn (detective Ken Donovan), Bill Erwin (detective), Bobby Jordan (Car Lot Employee), Judith Paige (Judy), Jani Allen

## Another Face, Another Life
- Prima televisiva: 27 novembre 1959

### Trama
- Guest star: James Douglas (Rick Cummings), Barbara Stuart (Barbara Gates), Jay Novello (Max Williams), John Archer (Brad Morgan), Ethel Shutta (Mrs. Colfax), Will J. White (detective), John Bryant (Albert Taylor), Charles J. Conrad (Stagehand), Wally Rose (Lab Tech)

## Voice from the Grave
- Prima televisiva: 4 dicembre 1959

### Trama
- Guest star: Carole Mathews (Ruth Webster), Nan Leslie (Martha Conklin), Robert Karnes (Harry Conklin), Lyle Latell (Nick Anson), Edward Kramer (Martin Bodie)

## The Upset
- Prima televisiva: 11 dicembre 1959

### Trama
- Guest star: Adam Williams (Denny Sutton), Richard Newton (Cliff Howard), Tommy Cook (Pete Sutton), Rosemary Day (Mrs. Howard), John McKee (Joe), Barbara Knudson (Tina)

## One of Our Armored Cars Is Missing
- Prima televisiva: 18 dicembre 1959

### Trama
- Guest star: Laurie Mitchell (Carla Morgan), Richard Carlyle (Shorty Conlon), Joyce Meadows (Jane Barkley), Jerry Oddo (Pete Greco), Logan Field, William Forrest (Mr. Manning), Joe Haworth (Al Barkley), Norman Leavitt (Vending Machine Company Man)

## The Ivy League Bank Robbers
- Prima televisiva: 25 dicembre 1959

### Trama
- Guest star: Carol Ohmart (Edna Reed), Jimmy Lydon (Joseph Rinehart), Ron Starr (Noel Reed), Steve Gravers (Talaferio), Ben Hammer, Denny Niles (Mel Crowell), Richard Tyler (Phil Dehner), Howard Wright (Bank Guard)

## The Twisted Way
- Prima televisiva: 1º gennaio 1960

### Trama
- Guest star: Joanna Barnes (Tammy Worth), Charles Cooper (Sandy Malone), Walter Coy (detective Ray Gargan), Virginia Christine (Mrs. Fassard), Tetsu Komai (Fred Keyoto), S. John Launer (Carl Wright), Eddie Parker (Plainclothesman), Don Turner (agente di polizia)

## The Man Who Went Straight
- Prima televisiva: 8 gennaio 1960

### Trama
- Guest star: Robert H. Harris (Manny Franchette), Harry Bartell (Johnny Clavell), Jarl Victor (Carbo), Harry Landers (Torrance), Rand Brooks (Purser), Don Kohler (Police Sgt. Brighton)

## The Second Best Killer
- Prima televisiva: 15 gennaio 1960

### Trama
- Guest star: Ray Stricklyn (Vern), Penny Santon (Mrs. Ryder), Aline Towne (Gloria), Ralph Votrian (Herbie Ryder), Mari Lynn (Eva), Carl MacIntire (TV Interviewer), Dick Wilson (Moe Norton)

## Pitched Battle at Bluebell Acres
- Prima televisiva: 22 gennaio 1960

### Trama
- Guest star: George Keymas (Ken Frost), John Dennis (Jim Digger), Frank Richards (Piggy Cole), Jack Mather (tenente Jack Cassidy), Cay Conway, Bill Cassady (ufficiale), Ken Christy (Farley), John Gallaudet (tenente Col. Prince), Jon Locke (agente di polizia Bill Cassidy)

## The Man Who Lost His Brain
- Prima televisiva: 26 gennaio 1960

### Trama
- Guest star: Vinton Hayworth (Russell Madison), Howard Petrie (Patrick - Heist Team Boss), Steve Conte (Tony Damen), Jean Howell (Miss Welles), Fred Coby (Heist Team Member), Vince Williams (Heist Team Member)

## A Debt of Honor
- Prima televisiva: 2 febbraio 1960

### Trama
- Guest star: William Phipps (Al 'Bugsy' Page), Nesdon Booth (Joe Engel), Robert Clarke (Ralph Mattson), Judy Bamber (Ava Lane), Eddie Foster (Jack 'Frenchie' Dulac), Larry J. Blake (Gino Machetti), Simon Prescott (Danny Boy)

## The Man with Frank's Face
- Prima televisiva: 9 febbraio 1960

### Trama
- Guest star: Robert Bailey (Cal Dorso), Herbert Ellis (Wayne Taylor), John Harmon (Babe), Wolfe Barzell (Maxie), Tom Reese (Monk), Greta Thyssen (Lisa), Jim Hayward (Ferguson)

## Burglar's Nightmare
- Prima televisiva: 16 febbraio 1960

### Trama
- Guest star: Robert Armstrong (Otto Penick), John Goddard (Charles Logan), Connie Hines (Penny Hart), Jim Overlin (Eddie Hart), Jerry O'Sullivan (detective)

## Needle in a Haystack
- Prima televisiva: 23 febbraio 1960

### Trama
- Guest star: H. M. Wynant (Lanny Cord), Joan Marshall (Karen Tinsley), Else Neft (Mrs. Cord), Kip King (Badger), Marc Cavell (Pinky), Alfred Shelly (Tony Dugan), Johnny Silver (J. C. Grevy)

## Race to Death
- Prima televisiva: 1º marzo 1960

### Trama
- Guest star: Don Kelly (Joe Calhoun), J. Pat O'Malley (Charlie Millhouse), Mary Munday (Jackie), Diana Crawford (Peggy Morrison), Bill Baldwin (annunciatore), Len Hendry (Tom)

## The Velvet Stakeout
- Prima televisiva: 8 marzo 1960

### Trama
- Guest star: Whitney Blake (Peg Mallinson), John Shay (Vic Adams), Malcolm Atterbury (Whitey Stone), Oliver McGowan (Conrad 'Connie' Brenner)

## Anything for Joe
- Prima televisiva: 15 marzo 1960

### Trama
- Guest star: Ann Morrison (Mrs. Pulaski), John Herman Shaner (Joe Pulaski), Joseph Corey (Victor J. 'Vic' Parker), Jody Warner (Fran Ellison), Charles Tannen (Angie), Herbert Lytton (Janitor), Jack Harris (Harrison)

## A Kid Up There
- Prima televisiva: 22 marzo 1960

### Trama
- Guest star: Bert Freed (tenente della polizia Shannon), Connie Gilchrist (Jane Finchley), Al Ruscio (Freddie Cannell), Jimmy Baird (Freddie Cannell Jr.), Gil Frye (agente di polizia)

## Diary of a Bomber
- Prima televisiva: 29 marzo 1960

### Trama
- Guest star: Debbie Megowan (Peggy Jackson), Robert Carricart (John W. Raffel), Maggie McCarter (Mrs. Jackson), Mark Neiman (Zachek), Robert Stevenson (Flanagan), Coleman Francis, Robert Nash

## Let There Be Light
- Prima televisiva: 5 aprile 1960

### Trama
- Guest star: Les Tremayne (dottor Elliott Conan), K.T. Stevens (Mrs. Blocker), Garry Walberg (Marty Lance), Frank Killmond (Jerry Lance), Bernard Fein (John Keefer), Terry Burnham (Patti Blocker), Sydna Scott, John Zaremba (Watchman)

## A Gun for Mother's Day
- Prima televisiva: 12 aprile 1960

### Trama
- Guest star: Marvin Kaplan (Arbogast), Jeremy Slate (Pete Phelan), Frances Morris (Ma Phelan), Ed Nelson (Jerry Howes), Phil Tully (Police Sgt. Glennys), Alan Reynolds (tenente Clarke)

## Man with the Ice
- Prima televisiva: 19 aprile 1960

### Trama
- Guest star: Jean Willes (Lisa Grange), Stan Irwin (Bert Silk), Linda Lawson (Delores Faye), Joe Flynn (Mr. Fein), Jimmy Cross (Bellboy), Al Hodge (Jack Parness), Roxane Brooks (Switchboard Operator)

## Dead Parrots Don't Talk
- Prima televisiva: 3 maggio 1960

### Trama
- Guest star: Arthur Batanides (Joe Brunis), Elaine Edwards (Joan Zender), Robert Ellis (Tom Herrick), Bara Byrnes (Sheila Kent), Warren J. Kemmerling, Norman Leavitt (Garth), Arthur Space (dottor Green), Forrest Taylor (Jed Larsen)

## A Grenade for a Summer's Evening
- Prima televisiva: 10 maggio 1960

### Trama
- Guest star: Jeanne Cooper (Lola Haskell), Terry Becker (Arthur Cooley), Patty Ann Gerrity (Barbie Haskell), Wesley Lau (Harry)

## Two Days for Willy
- Prima televisiva: 17 maggio 1960

### Trama
- Guest star: Alan Hale Jr. (Willy Nichols), Peggy Webber (Mary Nichols), Harry Lauter (Ben G. Craley), Mark Tapscott (Milt), Robert F. Hoy (Chris), Stephen Talbot (Bobby Nichols)

## Badge for a Coward
- Prima televisiva: 24 maggio 1960

### Trama
- Guest star: Ed Kemmer (ufficiale George Maxwell), Ruta Lee (Sheila McAfee), Leonard Nimoy (Robert Nash), Kathryn Card (Mrs. Williams), Addison Richards (Mr. Maxwell), Stephen Chase (Deputy Commissioner Brandon)

## Closed Season
- Prima televisiva: 31 maggio 1960

### Trama
- Guest star: Paula Raymond (Myrna Bradley), Dennis Patrick (Sonny Bradley), Herbert Rudley (Larry Gerard), Chet Stratton (Hank Vogel), Anita Gordon (dottor Sharon Kingsley), Robert Kino (Yuki), Leonard P. Geer

## Fire in the Sky
- Prima televisiva: 7 giugno 1960

### Trama
- Guest star: Rita Lynn (Mrs. King), Richard Deacon (Raleigh King), Frank Wilcox (colonnello Arthur Donald), Austin Green (Rodgers), Theodore Newton (Garden), Jerry O'Sullivan (Police Sgt. Joe Forbes), Tom Monroe (Joe Fisher), Philip Chapin (Munro)

## The Tiger's Cage
- Prima televisiva: 14 giugno 1960

### Trama
- Guest star: Alan Reed (colonnello Sims), Dan Riss (Lazlo), Regina Gleason (Jean Tobin), Don 'Red' Barry (Leo Walsh), Art Lewis (Harry Elm), Joseph Mell (Tumulty), George Eldredge (Lab Technician), Lee Miller (Joey)

## The Bad Apple
- Prima televisiva: 21 giugno 1960

### Trama
- Guest star: June Blair (Patty Conway), Charles Aidman (Danny Conway), Boyd Holister (Sam Francis), Baily Harper (Jean Woods), Nora Marlowe (Mrs. Conway), Pitt Herbert (Dervin), Robert Courtleigh